# Doll & The Kicks
Doll & The Kicks ist eine Pop-Rock-Band aus Brighton, England.

## Geschichte
Die Sängerin Hannah Scanlon („Doll“) gründete die Band 2005 mit Bekannten und Kommilitonen am College. 2007 trat die Band beim Glastonbury Festival auf. 2008 wurden sie bei MTV als „Tip for the Top“ vorgestellt. Von April bis Juli 2009 waren „DATK“ auf rund 60 Konzerten Vorgruppe des britischen Sängers Morrissey während seiner „Years of Refusal“-Tour. Morrissey hatte zuvor einen Auftritt der Band in London gesehen und sie daraufhin eingeladen, seine Europa-Tour komplett zu begleiten. Nach einigen eigenen Konzerten im Rahmen ihrer „Headline“-Tour waren DATK bis Dezember 2009 erneut Vorgruppe von Morrissey während seiner „Swords“-Tour mit 28 Terminen in Europa und den USA.
Die Zeitschrift Visions attestierte einem Liveauftritt der Band „rotzigen Gesang und auf den Punkt gespielte Melodien“ und verglich die Sängerin mit „Cindy [sic!] Lauper auf Speed“.
In den Jahren 2010 und 2011 tourten DATK insbesondere durch Großbritannien, traten in Deutschland beim Uelzen Open R und Eckernförder Strand-Festival und in den USA beim SXSW-Festival in Texas auf. Im Oktober 2011 verkündeten DATK ihre Trennung, da die Band in ihrem 7. Jahr ohne Plattenvertrag keine Entwicklungsperspektive mehr sah.
Am 29. April 2022 veröffentlichte die Band nach über zehn Jahren neue Songs auf der EP End of Story.

## Diskografie
Alben
- 2009: Doll & The Kicks
- 2010: Show Your Bones (Live 2009)
- 2022: End of Story